# Phaedrotettix gracilis
Phaedrotettix gracilis är en insektsart som först beskrevs av Bruner, L. 1908.  Phaedrotettix gracilis ingår i släktet Phaedrotettix och familjen gräshoppor. Inga underarter finns listade i Catalogue of Life.